# Bistum Chilaw
Das Bistum Chilaw (lat.: Dioecesis Chilavensis) in Sri Lanka wurde 1939 errichtet und ist dem Erzbistum Colombo als Suffraganbistum unterstellt. Die Bischofskirche ist die St. Mary’s Cathedral in Chilaw.

## Bischöfe von Chilaw
- Louis Perera OMI, 1939
- Edmund Peiris OMI, 1940–1972
- Frank Marcus Fernando, 1972–2006
- Warnakulasurya Wadumestrige Devasritha Valence Mendis, 2006–2021, dann Bischof von Kandy
- Arachchige Don Wimal Siri Appuhamy Jayasuriya, seit 2023